# Долац (Румунија)
Долац (рум. Dolaț) насеље је у Румунији у округу Тимиш у општини Толвадија. Oпштина се налази на надморској висини од 76 m.

## Прошлост
Место је у средњем веку било насељено Мађарима (1332), који су се пред Турцима повукли на север. Место обнављају православни Срби који се досељавају за време Турака. По "Румунској енциклопедији" име места је српски израз за малу депресију, долину.
Долац је старо српско место (и сам назив) у које су 1660. и 1666. године навраћали калуђери из српског манастира Пећке патријаршије. Записали су у свом "Катастигу" ко су били мештани дародавци. Помињу се 1660. године: Неша Гвозденовић, Мата Савић, Марко Бошњачки, Иван, Радосав, Милош, Ђурица Ковачев, Новак и Дамјан. Када су поново наишли монаси 1666. године коначили суSIRUTA код домаћина поменутог Неше, а ту су тада и поп Субота, поменити Мата и Радосав.
Био је Долац 1764. године православна парохија у Гиладском протопрезвирату.
Православно матичарско звање основано је ту 1779. године. Аустријски царски ревизор Ерлер је 1774. године констатовао да место припада Чаковачком округу и дистрикту, а становништво је српско. Када је 1797. године пописан православни клир, у Долцу су била два свештеника. Отац и син, парох поп Симеон Лалић (рукоп. 1757) и капелан поп Вукмир Лалић (1788) служили су се искључиво српским језиком.
Срби из Долца су масовно прешли и населили 1818. (или 1812?) године село Фердин. Ту су пренели све црквене матице. Претходно су у Долац колонизовани Немца 1811. године. Њих је 1821. године било 586 душа. У Долцу је 1880. године пописано 1164 становника, од којих је Немаца било 1111.

## Становништво
Према подацима из 2021. године у насељу је живело 425 становника.

### Попис2002.
| Расподела становништва по националности 2002.‍ | Расподела становништва по националности 2002.‍ | Расподела становништва по националности 2002.‍ | Расподела становништва по националности 2002.‍ | Расподела становништва по националности 2002.‍ |
| --------------------------------------------- | --------------------------------------------- | --------------------------------------------- | --------------------------------------------- | --------------------------------------------- |
|                                               |                                               |                                               |                                               |                                               |
| Румуни                                        | Румуни                                        |                                               | 458                                           | 82,1%                                         |
| Мађари                                        | Мађари                                        |                                               | 65                                            | 11,6%                                         |
| Роми                                          | Роми                                          |                                               | 8                                             | 1,4%                                          |
| Немци                                         | Немци                                         |                                               | 27                                            | 4,8%                                          |